# Isogona acygonia
Isogona acygonia är en fjärilsart som beskrevs av George Francis Hampson 1926. Isogona acygonia ingår i släktet Isogona och familjen nattflyn. Inga underarter finns listade i Catalogue of Life.